# Aftrækkernøgle
Aftrækkernøgle er en krogformet nøgle med en konkav bue, der yderst er forsynet med en lille tap. En sådan nøgle kendes bl.a. fra cykelsmedens værktøjssæt, men anvendes af træsmede, fortrinsvis bygningssnedker/tømrer bl.a. til justering af dørpumper. Det er den smeden kalder en haknøgle, fordi den lille tap går ind i et hak i møtrikken.